# Cantonul Vals-les-Bains
Cantonul Vals-les-Bains este un canton din arondismentul Largentière, departamentul Ardèche, regiunea Rhône-Alpes, Franța.

## Comune
- Labégude
- Saint-Étienne-de-Boulogne
- Saint-Julien-du-Serre
- Saint-Michel-de-Boulogne
- Saint-Privat
- Ucel
- Vals-les-Bains (reședință)
- Vesseaux